# Uomo di Saccopastore
Uomo di Saccopastore, denominazione di catalogo Saccopastore 1, è il nome dato al tipo umano fossile i cui resti, un cranio, furono rinvenuti nel 1929 nella cava di ghiaia di Sacco Pastore a Roma di proprietà del duca Mario Grazioli.
Nella stessa località, nel 1935, i paleoantropologi Alberto Carlo Blanc e Henri Breuil rinvennero un altro cranio alla profondità di soli 3 metri.

## Localizzazione
Oggi la località di Sacco Pastore è inglobata dalla periferia nord-orientale della città di Roma, nel quartiere di Monte Sacro, lungo la via Nomentana.

## Descrizione
Il primo cranio, detto Saccopastore I, fu rinvenuto nel 1929 da lavoranti del duca Mario Grazioli che intuendone l'importanza, lo portò all'antropologo Giuseppe Sergi, che per primo ne attribuì l'appartenenza alla specie dell'Homo neanderthalensis
Il cranio attributo solo nel 1941 dal Sergi ad una giovane donna, è mancante della parte inferiore della faccia. Il secondo cranio, detto Saccopastore II, è attribuibile ad un uomo adulto e ne resta solo la base del cranio e parte della faccia.
Entrambi i crani presentano le caratteristiche dell'Uomo di Neandertal, quali le forti arcate sopracciliari, ma se ne discostano per la presenza della fossa canina nei mascellari, sebbene alquanto attenuata.
L'uomo di Saccopastore appare quindi con caratteri più primitivi rispetto all'uomo di Neandertal, ma per alcuni caratteri quali la fossa canina sembra più prossimo all'uomo attuale.
La presenza di un largo foro nel cranio di Saccopastore I, che appare praticato intenzionalmente ed adeguato a rimuovere il suo contenuto, ha fatto pensare a pratiche cannibaliche seguite da questi uomini primitivi.
Nel giacimento vennero rinvenute anche ossa di Palaeoloxodon antiquus (elefante dalle zanne dritte), Hippopotamus maior e Rhinoceros merkii, assieme a strumenti litici di fattura musteriana che testimoniavano l'antichità del reperto; studi stratigrafici hanno  retrodatato l'eta dei fossili a 250 000 anni dal presente, originariamente posta a 130 000 dal presente.

### Collocazione dei reperti
Museo di Antropologia "Giuseppe Sergi" della Sapienza - Università di Roma.